# دون تشووت
دون تشووت (بالإنجليزية: Don Choate)‏ هو لاعب كرة قاعدة أمريكي، ولد في 2 يوليو 1938 في بوتوسي في الولايات المتحدة، وتوفي في 4 فبراير 2018 في فيرفيو هايتس في الولايات المتحدة بسبب سرطان.

## وصلات خارجية
- دون تشووت على موقعبيزبول رفرنس.كوم (الدوري الرئيسي) (الإنجليزية)